# Seznam dílů seriálu Černé zrcadlo
Toto je seznam dílů seriálu Černé zrcadlo. Britský dramatický seriál Černé zrcadlo měl premiéru na britské stanici Channel 4. Od třetí řady vychází seriál na Netflixu.

## Přehled řad
| Řada    | Díly    | Premiéra ve VB    | Premiéra ve VB    | Premiéra v ČR (ČT2) | Premiéra v ČR (ČT2) |
| Řada    | Díly    | První díl         | Poslední díl      | První díl           | Poslední díl        |
| ------- | ------- | ----------------- | ----------------- | ------------------- | ------------------- |
| 1       | 3       | 4. prosince 2011  | 18. prosince 2011 | 4. ledna 2017       | 18. ledna 2017      |
| 2       | 3       | 11. února 2013    | 25. února 2013    | 25. ledna 2017      | 8. února 2017       |
| Speciál | Speciál | 16. prosince 2014 | 16. prosince 2014 | nebylo vysíláno     | nebylo vysíláno     |

| Řada | Díly | Premiéra na Netflixu |                   |
| ---- | ---- | -------------------- | ----------------- |
| 3    | 6    | 21. října 2016       |                   |
| 4    | 6    | 29. prosince 2017    |                   |
| Film | Film | 28. prosince 2018    | 28. prosince 2018 |
| 5    | 3    | 5. června 2019       |                   |
| 6    | 5    | 15. června 2023      |                   |
| 7    | 6    | 10. dubna 2025       |                   |

## Seznam dílů

### První řada (2011)
| Č. v seriálu | Č. v řadě | Původní název             | Český název            | Režie         | Scénář                      | Premiéra ve VB    | Premiéra v ČR (ČT 2) |
| ------------ | --------- | ------------------------- | ---------------------- | ------------- | --------------------------- | ----------------- | -------------------- |
| 1            | 1         | The National Anthem       | Národní hymna          | Otto Bathurst | Charlie Brooker             | 4. prosince 2011  | 4. ledna 2017        |
| 2            | 2         | Fifteen Million Merits    | Patnáct milionů meritů | Euros Lyn     | Charlie Brooker a Kanak Huq | 9. prosince 2011  | 11. ledna 2017       |
| 3            | 3         | The Entire History of You | Celá tvá minulost      | Brian Welsh   | Jesse Armstrong             | 18. prosince 2011 | 18. ledna 2017       |

### Druhá řada (2013)
| Č. v seriálu | Č. v řadě | Původní název    | Český název    | Režie         | Scénář          | Premiéra ve VB | Premiéra v ČR (ČT 2) |
| ------------ | --------- | ---------------- | -------------- | ------------- | --------------- | -------------- | -------------------- |
| 4            | 1         | Be Right Back    | Přijdu hned    | Owen Harris   | Charlie Brooker | 11. února 2013 | 25. ledna 2017       |
| 5            | 2         | White Bear       | Lovná zvěř     | Carl Tibbetts | Charlie Brooker | 18. února 2013 | 1. února 2017        |
| 6            | 3         | The Waldo Moment | Medvídek Waldo | Bryn Higgins  | Charlie Brooker | 25. února 2013 | 8. února 2017        |

### Speciál (2014)
| Č. v seriálu | Původní název   | Český název | Režie         | Scénář          | Premiéra ve VB    |
| ------------ | --------------- | ----------- | ------------- | --------------- | ----------------- |
| 7            | White Christmas | Bílé Vánoce | Carl Tibbetts | Charlie Brooker | 16. prosince 2014 |

### Třetí řada (2016)
| Č. v seriálu | Č. v řadě | Původní název       | Český název       | Režie            | Scénář                                                    | Premiéra na Netflix |
| ------------ | --------- | ------------------- | ----------------- | ---------------- | --------------------------------------------------------- | ------------------- |
| 8            | 1         | Nosedive            | Střemhlavý pád    | Joe Wright       | námět: Charlie Brooker scénář: Rashida Jones a Mike Schur | 21. října 2016      |
| 9            | 2         | Playtest            | Testování         | Dan Trachtenberg | Charlie Brooker                                           | 21. října 2016      |
| 10           | 3         | Shut Up and Dance   | Mlč a tancuj      | James Watkins    | Charlie Brooker a William Bridges                         | 21. října 2016      |
| 11           | 4         | San Junipero        | San Junipero      | Owen Harris      | Charlie Brooker                                           | 21. října 2016      |
| 12           | 5         | Men Against Fire    | Muži proti zbrani | Jakob Verbruggen | Charlie Brooker                                           | 21. října 2016      |
| 13           | 6         | Hated in the Nation | Terčem nenávisti  | James Hawes      | Charlie Brooker                                           | 21. října 2016      |

### Čtvrtá řada (2017)
| Č. v seriálu | Č. v řadě | Původní název | Český název   | Režie          | Scénář                            | Premiéra na Netflixu |
| ------------ | --------- | ------------- | ------------- | -------------- | --------------------------------- | -------------------- |
| 14           | 1         | USS Callister | USS Callister | Toby Haynes    | Charlie Brooker a William Bridges | 29. prosince 2017    |
| 15           | 2         | Arkangel      | Arkangel      | Jodie Foster   | Charlie Brooker                   | 29. prosince 2017    |
| 16           | 3         | Crocodile     | Krokodýl      | John Hillcoat  | Charlie Brooker                   | 29. prosince 2017    |
| 17           | 4         | Hang the DJ   | DJ na odstřel | Tim Van Patten | Charlie Brooker                   | 29. prosince 2017    |
| 18           | 5         | Metalhead     | Železná vůle  | David Slade    | Charlie Brooker                   | 29. prosince 2017    |
| 19           | 6         | Black Museum  | Černé muzeum  | Colm McCarthy  | Charlie Brooker                   | 29. prosince 2017    |

### Film (2018)
| Původní název | Režie       | Scénář          | Premiéra na Netflixu |
| ------------- | ----------- | --------------- | -------------------- |
| Bandersnatch  | David Slade | Charlie Brooker | 28. prosince 2018    |

### Pátá řada (2019)
| Č. v seriálu | Č. v řadě | Původní název               | Český název               | Režie         | Scénář          | Premiéra na Netflixu |
| ------------ | --------- | --------------------------- | ------------------------- | ------------- | --------------- | -------------------- |
| 20           | 1         | Striking Vipers             | Striking Vipers           | Owen Harris   | Charlie Brooker | 5. června 2019       |
| 21           | 2         | Smithereens                 | Smithereens               | James Hawes   | Charlie Brooker | 5. června 2019       |
| 22           | 3         | Rachel, Jack and Ashley Too | Rachel, Jack a Ashley Too | Anne Sewitsky | Charlie Brooker | 5. června 2019       |

### Šestá řada (2023)
| Č. v seriálu | Č. v řadě | Původní název  | Český název    | Režie          | Scénář                         | Premiéra na Netflixu |
| ------------ | --------- | -------------- | -------------- | -------------- | ------------------------------ | -------------------- |
| 23           | 1         | Joan Is Awful  | Joan je hrozná | Ally Pankiw    | Charlie Brooker                | 15. června 2023      |
| 24           | 2         | Loch Henry     | Loch Henry     | Sam Miller     | Charlie Brooker                | 15. června 2023      |
| 25           | 3         | Beyond the Sea | Beyond the Sea | John Crowley   | Charlie Brooker                | 15. června 2023      |
| 26           | 4         | Mazey Day      | Mazey Dayová   | Uta Briesewitz | Charlie Brooker                | 15. června 2023      |
| 27           | 5         | Demon 79       | Démon 79       | Toby Haynes    | Charlie Brooker a Bisha K. Ali | 15. června 2023      |

### Sedmá řada (2025)
| Č. v seriálu | Č. v řadě | Původní název                | Český název                 | Režie                       | Scénář                                                         | Premiéra na Netflixu |
| ------------ | --------- | ---------------------------- | --------------------------- | --------------------------- | -------------------------------------------------------------- | -------------------- |
| 28           | 1         | Common People                | Obyčejní lidé               | Ally Pankiw                 | námět: Charlie Brooker a Bisha K. Ali scénář: Charlie Brooker  | 10. dubna 2025       |
| 29           | 2         | Bête Noire                   | Bestie                      | Toby Haynes                 | Charlie Brooker                                                | 10. dubna 2025       |
| 30           | 3         | Hotel Reverie                | Hotel Sen                   | Haolu Wang                  | Charlie Brooker                                                | 10. dubna 2025       |
| 31           | 4         | Plaything                    | Postavička                  | David Slade                 | Charlie Brooker                                                | 10. dubna 2025       |
| 32           | 5         | Eulogy                       | Chvalozpěv                  | Chris Barrett a Luke Taylor | Charlie Brooker a Ella Road                                    | 10. dubna 2025       |
| 33           | 6         | USS Callister: Into Infinity | USS Callister: Do nekonečna | Toby Haynes                 | Charlie Brooker, Bisha K. Ali, William Bridges a Bekka Bowling | 10. dubna 2025       |